# Diane Crump
Diane Crump (Milford, 18 mei 1948) is een voormalige Amerikaans jockey en paardentrainer. Ze is bekend geworden doordat ze als eerste vrouw in de Verenigde Staten een commerciële paardenrace (een race waarop gewed wordt) mocht verrijden. In totaal won ze ruim 230 wedstrijden.

## Biografie
Crump werd in 1948 in Milford geboren als dochter van Walter en Jean Crump. Van jongs af aan had ze belangstelling voor paarden, die vergroot werd door het lezen van boeken en tekenen van paarden. Vlak voor haar tienerjaren verhuisde Crump met haar ouders naar Oldsmar. Vanaf haar dertiende levensjaar begon ze met paardrijlessen. Crump nam verschillende baantjes aan om vervolgens samen met een bijdrage van haar ouders haar eerste pony te kunnen kopen.

### Carrière
In 1968 werd ze door Kathryn Kusner, de eerste vrouwelijke jockey met een brevet, geïnspireerd om ook haar brevet te halen. Kusner zou oorspronkelijk de eerste vrouwelijke, commerciële jockey zijn, maar door een ongeval kon ze niet meer meedoen. Hierdoor kreeg Crump alle kans. Op 7 februari 1969 was Crump de eerste Amerikaanse vrouw die een commerciële paardenrace mocht verrijden. De Australisch-Amerikaanse jockey Elizabeth Berry, die zelf onder een mannelijk pseudoniem reed, was vlak voor haar overlijden getuige van Crumps eerste race. Crump reed op een paard genaamd Bridle 'n Bit op de Hialeah Park Race Track. Mannelijke toeschouwers waren echter niet gediend van een vrouw op de baan, waardoor Crump politiebegeleiding nodig had. Uiteindelijk eindigde ze op plaats negen van twaalf en werd goed onthaald. Zelf zei ze erover dat ze door haar enthousiasme alle negativiteit om haar heen vergat.

Het publiek was furieus. Ik werd omsingeld en ondertussen riep men: “Ga naar de keuken en kook voor ons.” Dat was de mentaliteit van weleer. Iedereen dacht dat ik als vrouw de sport ten onder zou brengen, een volkomen middeleeuwse gedachte. Al wat ik dacht was: “Kom op mensen, dit zijn de jaren zestig!”

Twee weken later won Crump haar eerste race. Ondanks dat bleef ze aanlopen tegen seksistische regels, dito regelingen en persoonlijke intimidatie. Ook andere vrouwelijke jockeys hadden hier last van. Zo werd Penny Ann Early overal geweigerd, omdat mannelijke jockeys haar wedstrijden keer op keer boycotten, waarna ze afgelast werden. Twee andere jockeys werden belaagd met stenen terwijl ze zich aan het omkleden waren in hun trailers, die in gebruik waren als kleedkamer. De reden dat Crump wél mocht racen was dat de baaneigenaren van Hialeah Park met sancties jegens de mannelijke jockeys dreigden.
In 1970 volgde een tweede unicum: Crump was de eerste vrouwelijke jockey die de Kentucky Derby mocht verrijden. Crump won de eerste race van de dag en eindigde bij de Derby zelf uiteindelijk op de vijftiende plaats (er deden zeventien paarden mee) met haar paard Fathom. Tegen het einde van haar carrière in 1985 had ze in totaal 235 wedstrijden gewonnen, alhoewel ze door Equibase officieel te boek staat met 228 overwinningen in 1682 wedstrijden.

### Buitenland
Crump kreeg diverse malen uitnodigingen om buiten de Verenigde Staten te racen, zoals in Puerto Rico en Venezuela. Begin jaren 70 verreed ze tweemaal een race in Puerto Rico. De regels waren echter totaal anders dan de Amerikaanse, hetgeen ze niet gewend was. Tijdens een van de wedstrijden merkte ze dat een mannelijke jockey haar zadel vasthield, waarop ze hem met haar zweepje wegjaagde. Uiteindelijk won ze de wedstrijd.

## Ongevallen
Op 1 februari 1989 werd Crump naar het ziekenhuis afgevoerd met een gebroken been, enkel en ribben. Het incident vond plaats nadat haar paard steigerde, waardoor ze op de grond viel en door hem geplet werd. Haar been was op meerdere plaatsen gebroken. Na tien dagen mocht ze weer naar huis. Nadien vertelden artsen haar dat ze nooit meer paard zou kunnen rijden. Na enige tijd van herstel lukte paardrijden toch weer. Haar ongevallen doorheen de jaren, inclusief het voorgenoemde zware ongeval, leidden er echter toe dat paardrijden haar in 1999 te zwaar werd. In plaats daarvan werd ze voltijds paardentrainer.

## Heden
Reeds in 1991 begon Crump naast paardrijden ook paarden te trainen in een kleine manege van het Middleburg Training Center in Virginia. Daarnaast baat Crump thans een paardenhandel uit. In 2020 verscheen de biografie Diane Crump: A Horse Racing Pioneer's Life in the Saddle van Mark Shrager.

## Privéleven
Crump was van 1969 tot 1987 gehuwd met trainer Don Divine. In 1985 onderbrak ze haar carrière tijdelijk om meer tijd voor haar dochter - die op het punt stond voor het eerst naar school te gaan - door te brengen. Drie jaar lang werkte ze op de boerderij Calumet farm in Lexington.  Heden ten dage is Crump woonachtig in Virginia.